# انتقال بین‌حوضه‌ای

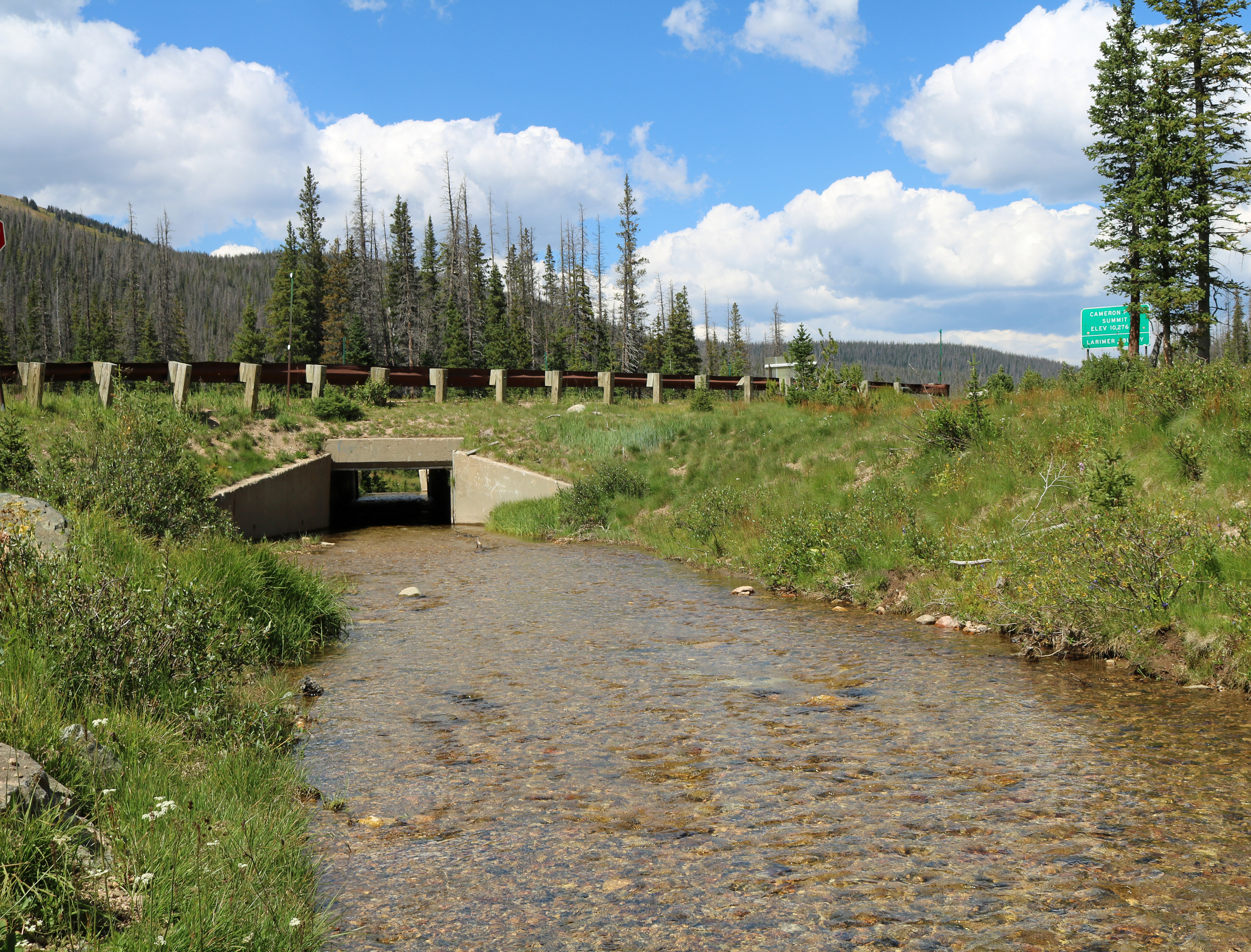
آب‌راه میشیگان در شمال کلرادو آب را از حوضه رود نورث پلات از طریق گذرگاه کامرون به حوضه رود ساوت پلات منتقل می‌کند.

انتقال بین‌حوضه‌ای که انتقال میان‌حوضه‌ای یا انتقال فراحوضه‌ای نیز نامیده می‌شود، اصطلاحی است که برای تشریح و بیان طرح‌های انسانی انتقال و هدایت آب به‌کار می‌رود. در این طرح‌ها آب از یک حوضه آبریز دارای آب به حوضه دیگری که کمبود آب دارد، یا امکان استفاده انسانی بهتری از آن وجود دارد منتقل می‌شود. هدف از این طرح‌ها ممکن است برطرف‌کردن و کاهش کمبود آب در حوضه مقصد، تولید نیروی الکتریسیته یا هر دو باشد. در موارد کمیابی مانند پروژه آبراهه افتخار در عراق که طی آن آب از رود دجله به فرات منتقل شد، انتقال میان‌حوضه‌ای ممکن است با اهداف سیاسی انجام شود.
با وجود این‌که نمونه‌های تاریخی انتقال آب وجود دارد، نخستین نمونه‌های مدرن طرح انتقال میان‌حوضه‌ای در سده ۱۹ میلادی در استرالیا، هند و ایالات متحده انجام شد. در صورت عدم انجام این طرح‌های انتقال، امروزه شهرهای بزرگی مانند دنور و لس آنجلس وجود نداشتند. در سده ۲۰ طرح‌های مشابه بیشتری در کشورهای دیگر مانند اسرائیل، کانادا و چین انجام شد. بدون این طرح‌های انسانی انتقال آب، انقلاب سبز در هند و گسترش انرژی آبی در کانادا ممکن نبود.
از آنجا که انتقال آب میان حوضه‌های آبریز طبیعی باعث کاهش آب در حوضه مبدأ و افزایش آب در حوضه مقصد می‌شود، انجام این طرح‌ها در برخی نقاط و با گذشت زمان مناقشه‌انگیز می‌شود که بر اساس مقیاس پروژه، هزینه، اثرات زیست‌محیطی و توسعه‌ای می‌تواند مجادله و اختلافات بسیاری را به‌همراه داشته باشد.
در حالی که کشورهای توسعه‌یافته، پیش از این طرح‌های اقتصادی خود را با مزایای بسیار به بهره‌بردای رسانده‌اند، تعداد زیادی طرح انتقال آب در مقیاس بزرگ در کشورهای در حال توسعه مانند برزیل، کشورهای آفریقایی، هند و چین پیشنهادشده یا در حال انجام است. پتانسیل‌های اقتصادی و مزایای اجتماعی در مناطق پرجمعیت که ریشه در تقاضای آب جهت آبیاری، تأمین آب صنعتی و شهری و نیاز به انرژی تجدیدپذیر به‌عنوان توجیه این طرح‌های انتقال آب مطرح می‌شود. امکان بروز گرمایش جهانی و نگرانی از کاهش آب در دسترس در آینده و استفاده از این پروژه‌ها به منظور پوشش خطر خشک‌سالی‌های آینده و تقاضای روزافزون آب از دیگر توجیهات بیان‌شده برای انجام این پروژه‌ها است.

## ویژگی‌ها
نتایج یک پژوهش در بررسی تجارب جهانی حدود ۱۷۰ پروژه انتقال آب میان‌حوضه ای با شرایط بوم شناختی متفاوت نشان داد که تأمین آب شرب شهری، تأمین آب کشاورزی و تولید انرژی، اهداف زیست‌محیطی و اهداف چند منظوره به‌ترتیب بیشترین هدف‌ها از طراحی و اجرای این پروژه‌ها بوده‌اند. گرچه در بسیاری از کشورهای پیشرفته نسبت هدف تأمین آب شرب به بیش از ۸۰ درصد کل پروژه‌های انتقال آب رسیده‌است. بر اساس آمار موجود بیش از ۲۷ درصد میزان حجم آب برداشت شده در دنیا توسط پروژه‌های انتقال آب بین حوضه ای جابه‌جا می‌شوند.
پروژه‌های انتقال آب میان‌حوضه‌ای اغلب بزرگ‌مقیاس و پرهزینه‌اند و به برنامه‌ریزی و هماهنگی زیرساخت‌های عمومی و خصوصی عمده‌ای نیاز دارند. در برخی موارد که جریان انتقال آب تنها با استفاده از شیب زمین و نیروی گرانش ممکن نیست، استفاده از انرژی اضافه جهت پمپاژ آب به سمت مقصد ضروری است. این پروژه‌ها همچنین از نظر حقوقی و موضوعاتی مانند حقابه و مسائل حریم رودخانه پیچیدگی‌های بسیاری دارند. در صورتی که رود جاری در حوضه مبدأ یک رود فراملی باشد و از دو یا چند کشور گذر کند، این پیچیدگی‌ها به‌مراتب بیشتر می‌شود.

## پیامدها
طرح‌های انتقال آب میان‌حوضه‌ای می‌تواند اثرات زیست‌محیطی قابل‌ملاحظه‌ای بر روی اکوسیستم آبی حوضه مبدأ داشته باشد. در برخی موارد می‌توان با انجام اقدامات و راهکارهای حفاظت از آب در حوضه مقصد، ضرورت و فوریت انجام این طرح‌های انتقال جهت حل مشکل کمبود آب را کاهش داد یا نیاز به ساخت آن را به تعویق انداخت یا ابعاد و مقیاس پروژه و هزینه‌های انجام آن را کمتر کرد.
به دلیل تبعات و پیامدهای منفی بسیاری که در طرح‌های انتقال میان حوضه‌ای وجود دارد، تجربه‌های گوناگون کشورها نشان داده‌است که استفاده از طرح‌های انتقال میان‌حوضه‌ای در اولویت آخر قرار دارد.
از آنجا که طرح‌های انتقال آب میان‌حوضه‌ای مستقیماً مدیریت حوضهٔ مبدأ و مقصد را تحت تأثیر قرار می‌دهد، اغلب در بلندمدت منجر به تضعیف شرایط اجتماعی-اقتصادی و زیست‌محیطی در یکی از دو حوضه شده‌است. بر همین اساس اجرای پروژه‌های انتقال آب میان‌حوضه‌ای تنها در شرایط اضطرار و عدم وجود راه حل جایگزین و تنها در صورت ضرورت تأمین آب شرب با شناخت همه‌جانبه و پتانسیل‌های منطقه، تنها با رویکرد مدیریت جامع و نظام‌مند، لحاظ کردن جنبه‌های زیست‌محیطی، اقتصادی، اجتماعی، سیاسی و نهایتاً در بلندمدت قابلیت طرح را خواهند داشت.

## در ایران
ایران کشوری نیمه خشک است که به دنبال خشک سالی‌های پی درپی و تغییرات اقلیمی، همواره درگیر معضلات کم‌آبی بوده و خواهد بود. معضلات ناشی از حکمرانی آب و مدیریت نامطلوب نیز مزید بر علت شده‌است. با وجود این، کشور ایران سابقه استفاده از طرح‌های انتقال بین حوضه ای آب را دارد.
مطابقت نداشتن محدوده حوضه‌های آبریز ایران با تقسیمات کشوری و مرزهای سیاسی یکی از مشکلات مدیریت آب ایران است. عوامل تغییرات بنیادی مدیریت منابع آب منجر به تغییر محدوده‌های مدیریت آب از حوضه‌های آبریز به مرزهای سیاسی استان‌ها شده و همین امر مدیریت آب در ایران را پیچیده‌تر کرده‌است. این تغییرات به افزایش رقابت میان استان‌های دارای رودخانه و درگیری بیشتر در تخصیص آب در سیستم‌های رودخانه‌ای فرا استانی شده‌است.
اجرای پروژه‌های زیربنایی و مهندسی به‌طور جدی محیط زیست ایران را تحت تأثیر قرار داده که اثرات منفی آن بر سلامت مردم و بر سیستم‌های طبیعی مشاهده شده یا در طولانی مدت دیده خواهد شد. با وجود اثرات محیط‌زیستی و اقتصادی، تشنگی برای توسعه فنی و تکنولوژی سریع (به‌جای توسعه پایدار) هنوز هم عامل اصلی تصمیم‌گیری‌های توسعه‌ای ایران است. زمانی‌که سدسازی از رونق افتاد، توجه به گزینه‌های دیگری مانند انتقال آب و آب شیرین‌کن جلب شد و در همین راستا پروژه‌های عظیمی مانند انتقال آب از خلیج فارس و دریای خزر به مرکز ایران اعلام شده‌است.
بر اساس اطلاعات موجود، حجم انتقال آب در ایران ۶٫۳۵ کیلومتر مکعب در سال است که اکثر پروژه‌های انتقال آب میان‌حوضه‌ای برای تأمین اهداف کشاورزی همراه با احداث تونل‌های طولانی اجرا شده‌اند.
طرح‌های انتقال آب دریا به فلات مرکزی ایران، طرح انتقال آب از مازندران به سمنان، انتقال آب کارون، طرح انتقال آب بهشت‌آباد، انتقال آب الیگودرز به قم و طرح انتقال آب بن-بروجن نمونه‌هایی از طرح‌های انتقال آب میان‌حوضه‌ای در ایران به‌شمار می‌روند.